# David Lyth
David Lyth est un cosmologiste d'origine britannique actuellement en poste à l'université de Lancaster (Angleterre).
En 2008 il reçoit le Fred Hoyle Medal and Prize de l'Institute of Physics pour ses travaux sur la modélisation de la matière noire froide pour ses travaux sur la cosmologie des particules,.